# Plenario de Florencia
El Concilio Nacional de Florencia del 1055 fue un concilio no ecuménico que se produjo en la capital toscana y estuvo entre los acontecimientos que signaron la renacida de la ciudad después del año 1000.
El Papa Víctor II se encontró con el Emperador Enrique III bajo la protección del obispo Gerardo, futuro Nicolas II (Papa) para discutir la posición a adoptar sobre la simonía y la práctica del concubinato en el clero. Participaron 120 obispos.
Estas prácticas fueron severamente condenadas, reforzando la toma de posición de León IX y acogiendo las propuestas de reforma provenientes del pueblo y de nuevas órdenes como la de los Vallombrosianos, cuyo fundador San Juan Gualberto estuvo entre los más activos inspiradores de los trabajos.
El concilio, cuyas labores fueron solemnemente iniciadas el 4 de junio, se produjo prevalentemente en los ambientes de la iglesia de Santa Felicitas y sobre todo en la Catedral de Florencia.
- Datos: Q6080626